# Carlo Scarpato
Carlo Scarpato detto Carletto (Sampierdarena, 28 dicembre 1918 – Follo, 11 gennaio 1989) è stato un calciatore e allenatore di calcio italiano, di ruolo centrocampista.

## Carriera

### Giocatore
Iniziò la propria carriera da calciatore nel Liguria, club del quartiere genovese Sampierdarena. Il debutto in Serie A avvenne il 17 aprile 1938, nell'incontro Juventus-Liguria (0-1). Militò nel club genovese fino al 1941, collezionando un totale di 5 presenze in massima serie e una in Coppa Italia. Nel 1941 passò allo Spezia, club militante in Serie B. L'esordio nel campionato cadetto avvenne il 25 ottobre 1941, in Spezia-Novara (0-1). Militò nel club bianconero per due stagioni, collezionando 49 presenze e 3 reti in Serie B e due presenze in Coppa Italia. Nella stagione 1943-1944 militò nel Gruppo Sportivo 42º Corpo dei Vigili del Fuoco La Spezia, club costituito per partecipare al Campionato Alta Italia. In quella stagione, culminata nella vittoria del campionato, Scarpato collezionò 12 presenze. Terminato il periodo bellico, nel 1945 si accasò alla Biellese, in Serie B. Con il club piemontese collezionò, in totale 18 presenze e una rete nel campionato cadetto. Nel 1946 tornò allo Spezia, sempre nel campionato cadetto. Il nuovo debutto con la maglia bianconera avvenne il 6 ottobre 1946, in Spezia-Gallaratese (0-0), incontro valido per la terza giornata di Serie B. Militò nel club ligure per due stagioni, totalizzando 71 presenze e 11 reti in campionato. Nel 1948 si trasferì alla Lucchese, club militante in Serie A. Il debutto con il club rossonero avvenne il 19 settembre 1948, in Lucchese-Triestina (3-1), incontro valido per la seconda giornata di Serie A. Rimase nel club toscano fino al 1953. Con il club rossonero collezionò, in totale, 160 presenze e 8 reti. Nel 1953 passò al Palermo, sempre in massima serie. Il debutto con la nuova maglia avvenne il 4 ottobre 1953, nell'incontro di campionato Fiorentina-Palermo (3-1). Con il club rosanero collezionò, in totale, 6 presenze in campionato e due negli spareggi salvezza. Nel 1954 tornò per la terza volta in carriera allo Spezia. Con il club bianconero, neopromosso in IV Serie, collezionò 25 presenze. Al termine della stagione si ritirò.

### Allenatore
Nell'aprile 1954, in seguito all'esonero di Rodolphe Hiden ed al mancato accordo con József Bánás, il Palermo affidò la propria panchina ad interim al tandem Scarpato-Giaroli. Insieme al collega allenò il club rosanero per due giornate (27° e 28°). La coppia venne poi sostituita dal nuovo tecnico Nicolò Nicolosi. Nel 1959 assunse la guida tecnica dell'Entella. Nella stagione 1959-1960 vinse il girone A della Serie D ed ottenne la promozione in Serie C. Nella stagione successiva venne esonerato e sostituito dal tecnico danese Frank Pedersen. Nel 1961 divenne tecnico del Pordenone, club militante in Serie C. Guidò il club neroverde per due stagioni: nella prima ottenne il decimo posto in campionato, mentre nella seconda venne esonerato e sostituito da Giuseppe Romano. Dal 1966 al 1968 e nella stagione 1971-1972 ha allenato la formazione Primavera del Milan. Il 12 ottobre 1975, in occasione dell'incontro Milan-Sampdoria, valido per la seconda giornata di campionato, sostituì il tecnico rossonero Giovanni Trapattoni.

## Palmarès

### Giocatore

#### Competizioni nazionali
- Campionato Alta Italia: 1

VV.FF. Spezia: 1943-1944

### Allenatore

#### Competizioni nazionali
- Serie D: 1

Entella: 1959-1960